# Fil métallique
Pour les articles homonymes, voir Fil.
Un fil métallique est un type de fil formé de métal par tréfilage, c'est-à-dire l'étirage d'une matière ductile. Une argue est l'appareil traditionnel servant à filer l'or et l'argent. 
Les fils métalliques sont constitués de diverses matières, pour différents usages :
- « fil de fer », en général en acier ;
- fil de cuivre ;
- fil d'étain ;
- fil d'or ;
- fil d'argent ;
- fil de tungstène ;
- , etc.

Le terme de « fil d'archal » pour désigner un fil métallique est un terme vieilli, utilisé par exemple dans la littérature du XIXe siècle.

## Fil de fer
Le fil de fer est formé de fer ou d'acier. Il est résistant en traction, mais aussi déformable.

## Fil de cuivre

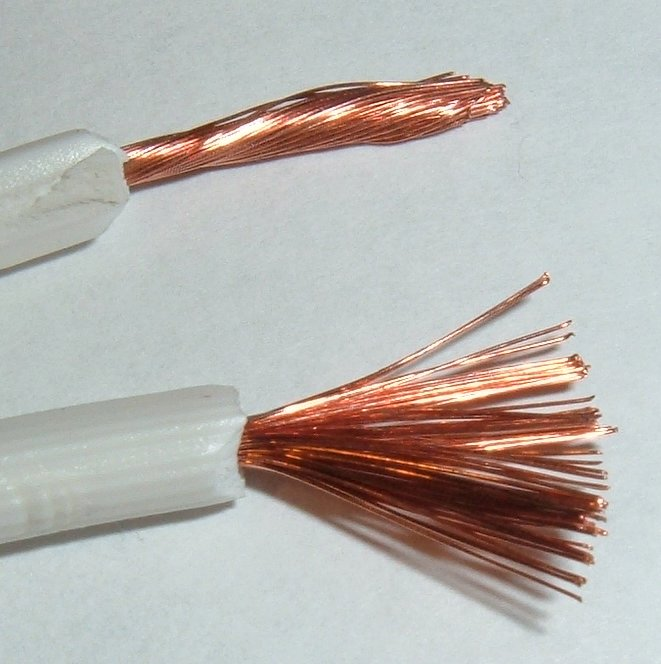
Fils électriques en cuivre

Le fil de cuivre est utilisé comme conducteur électrique (entre autres, pour la téléphonie filaire).
Il sert aussi à mettre en forme les bonsaïs.

## Fil d'étain
Il est utilisé pour la brasure de composants électriques ou électroniques. Il se présente sous forme de bobine.

## Fil d'or
On retrouve le fils d'or dans la trame de certains tissus ou tapisseries. Le fil d'or peut être utilisé pour la broderie d'ornement sur les uniformes militaires, technique employée par les grenadières de la région de Noirétable.

## Fil d'argent
On retrouve utilisé le fil d'argent dans les mêmes occasions que le fil d'or, mais plus rarement car l'argent est beaucoup moins facile à filer, et se conserve moins bien. 

## Fil de tungstène
Un fil de carbone a été employé comme filament dans les premières lampes à incandescence par la suite remplacé par un filament de tungstène.